# Krigsskådeplatsen Kaukasus under första världskriget
Krigsskådeplatsen Kaukasus under första världskriget låg i östra delen av nuvarande Turkiet och i de nuvarande staterna Georgien, Armenien och Azerbajdzjan. Striderna utspelade sig 1914–1917 mellan det Osmanska riket, som ingick i Centralmakterna och det Ryska riket, som ingick i Ententen. År 1918 ersattes det ryska kejsardömet som part av först Transkaukasiska kommissariatet och därefter de tre staterna Armenien, Georgien och Azerbajdzjan.
Striderna under första världskriget följdes omedelbart av Georgisk-armeniska kriget 1918, Armenisk-azerbajdzjanska kriget 1918–20, Turkisk-armeniska kriget 1920 och de ryska bolsjevikernas ockupation av de kaukasiska staterna 1920.

## Bakgrund
Det osmanska rikets omedelbara mål var att återerövra territorium i Kaukasus, inklusive de områden som erövrades av det ryska imperiet i Rysk-turkiska kriget 1877–1878. De osmanska styrkorna var inriktade på att återta Artvin, Ardahan, Kars och hamnen i Batum. Med detta skulle Ryssland tvingas avdela militära styrkor till Kaukasus från fronterna i Polen och i Galicien, varför planerna hade stöd av Tyska kejsardömet, som stödde sina allierade Turkiet med krigsmaterial för detta.
Ryssland betraktade fronten i Kaukasus som mindre viktig än östfronten, vilken tilldelades huvuddelen av tillgängliga soldater och utrustning.

## Händelseförlopp

### 1914
Ryska trupper gick över gränsen till det Osmanska riket den 1 november 1914 i Bergmannoffensiven med syfte att erövra Doğubeyazıt och Köprüköy. Ryssarna invaderade Turkiet med 27 infanteribataljoner, 37 kavallerienheter och 120 artillerienheter. Styrkans högerflygel rörde sig från Sarikamish i riktning mot Köprüköy, dit den nådde den 4 november. Den vänstra flygeln gick från Jerevan mot Pasinlerslätten. Befälhavaren för den osmanska tredje armén önskade inte rycka emot under rådande hårda vinterförhållanden, utan ville leda defensiva strider i avvaktan på lämpligt tillfälle att slå tillbaka. Krigsministern Enver Pascha gav dock order om en motoffensiv, som inleddes den 7 november med understöd av kurdisk milis. Ryssarna avvärjde i första omgången denna och behöll sina positioner vid Köprüköy. I en andra omgång slogs dock ryssarna tillbaka. I slutet av november stabiliserades den norra delen av fronten omkring 25 kilometer in i Turkiet längs en linje Erzurum-Sarikamish. I den södra delen av fronten hade ryssarna framgångar och tog Karaköse och Doğubeyazıt.
Den 15 december 1914 erövrades Ardahan av turkarna i Slaget om Ardahan. Mellan den 22 december och den januari 1915 utkämpades Slaget vid Sarikamish, vilket vanns av ryssarna.

### 1915

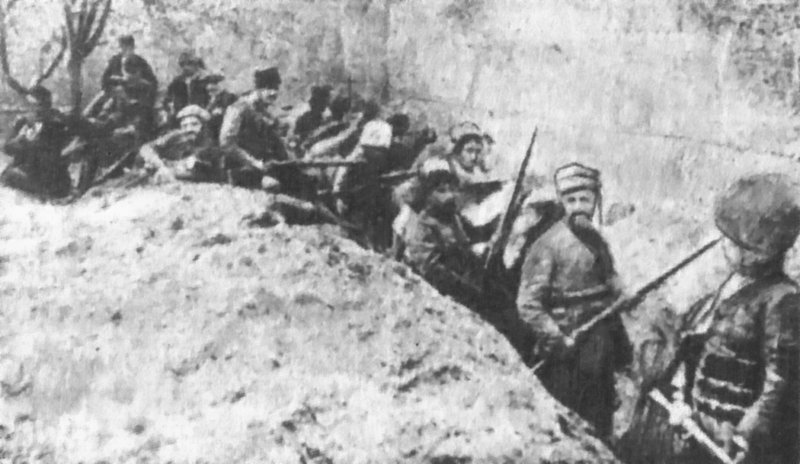
Armeniska trupper i försvarsställning vid försvaret av Van i maj 1915

Det turkiska nederlaget vid Sarikamish var en av de utlösande faktorerna till det Armeniska folkmordet, som påböjades med en regeringsorder av inrikesministern den 24 april.
Turkarna belägrade staden Van med 30 000 invånare och 15 000 flyktingar från april 2015. De armeniska försvararna i Försvaret av Van, uppgående till 1 500 man med 300 gevär samt pistoler, höll ut i tre veckor tills den ryske generalen kom till undsättning och startade en offensiv på turkisk mark den 6 maj. 

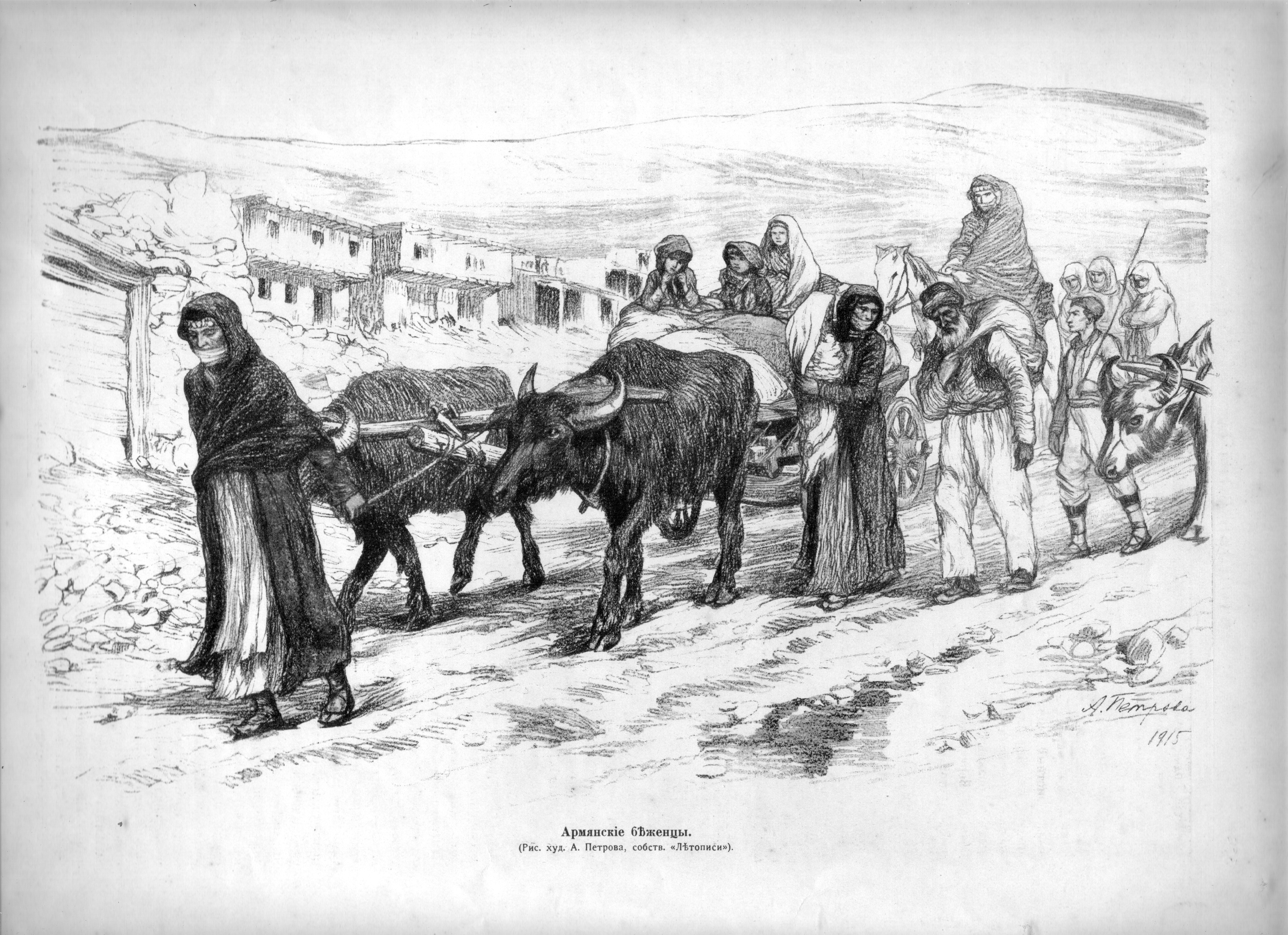
Efter Försvaret av Van flydde 250 000 armeniska flyktingar bakom de reträtterande ryska trupperna

Den 6 maj 1915 började en rysk framryckning genom Tortumdalen mot Erzurum. Den stoppades tillfälligt, men den 11 maj intog ryssarna staden Manzikert och den 17 maj staden Van. 
Under hösten var det lugnt på fronten. Vid ingången av 2016 hade ryssarna efter en omgruppering 200 000 man och 380 artilleripjäser. Turkarna hade efter en nedskärning 126 000 man, av vilka endast omkring 50 000 var soldater. De hade  74 000 gevär, 77 kulsprutor och 180 artilleripjäser.

### 1916

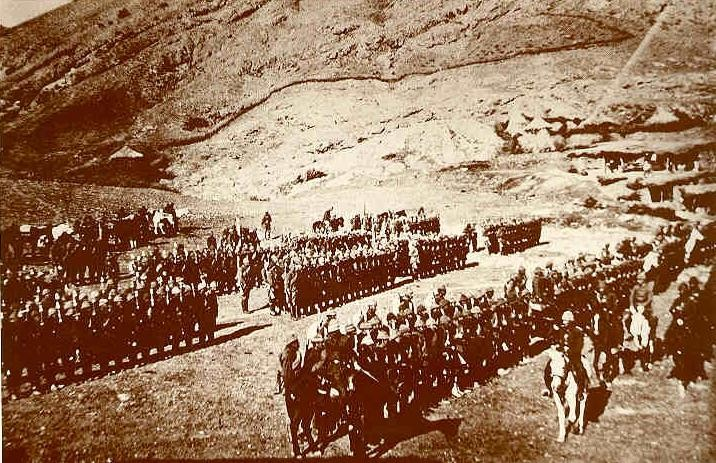
Mustafa Kemal i Bitlis

I april erövrade en del av den ryska armén hamnstaden Trabzon. Den andra delen gick mot Mush och Bitlis och vann segrar i Slaget om Mush den 2 mars och Slaget om Bitlis den 24 augusti.
Ryssarna erövrade också Erzincan efter Slaget om Erzincan den 2–25 juli. 
Osmanska attacker ebbade ut i september, varvid ryssarna stärkte sina linjer och behöll sin dominans. Fronten var lugn, och den ytterst hårda vintern 1916–1917 bidrog till detta.

### 1917

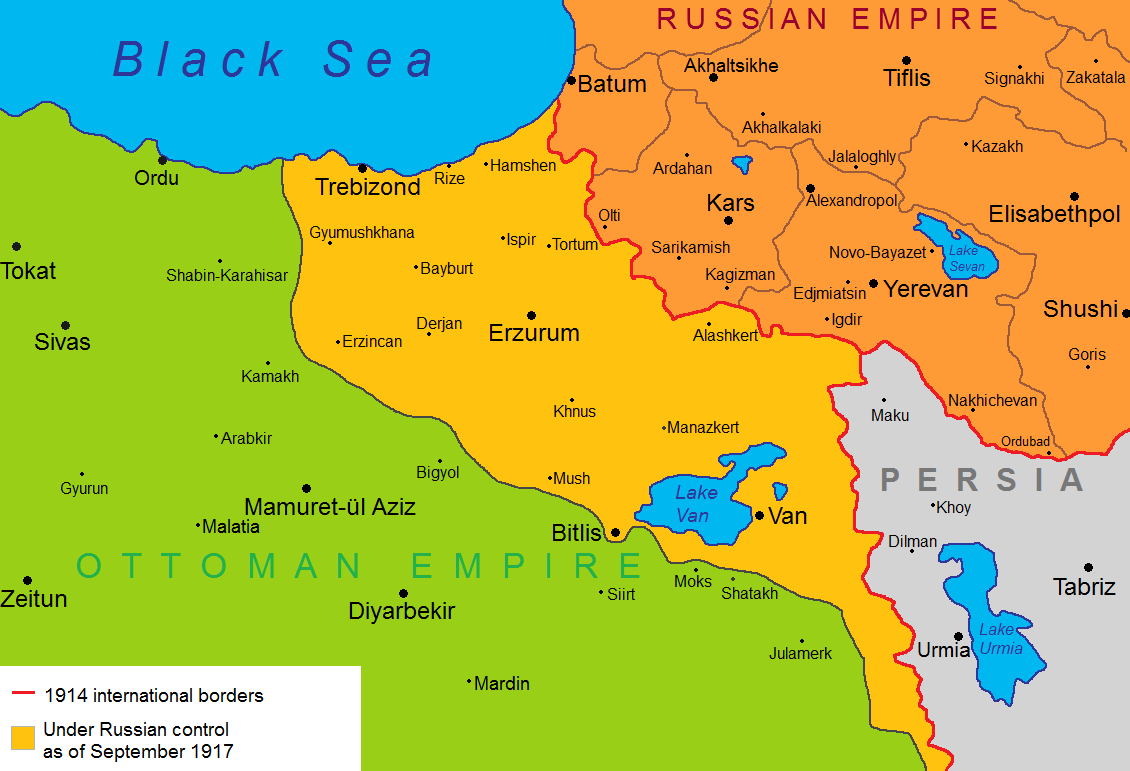
Områden i Västra Armenien under rysk kontroll i september 1917

Under våren var den militära situationen vid fronten statisk, samtidigt som situationen i Ryssland blev mycket orolig. Februarirevolutionen satte stopp för ryska militära operationer och allmänhetens krigströtthet var uttalad. Visst återtåg började och armén visade upplösningstendenser. De osmanska styrkorna hade dock svårigheter att utnyttja situationen, eftersom styrkorna var i dåligt skick.
I september 1917 började den ryska arméns ledning tappa kontroll över armén. Mot slutet av hösten  beordrade den ryske överbefälhavaren Przhevalskii organiserandet av nationella armeniska och georgiska militärenheter inom armén för att minska upplösningstendenserna. I november 1917 bildades den första regeringen i ett oberoende Transkausasien i Tiflis i form av det Transkaukasiska kommissariatet.
Den 5 december 1917 undertecknades Stilleståndet i Erzincan, vilket ledde till ett slut på kriget mellan turkar och ryssar. De ryska soldaterna lämnade de ockuperade områdena.

### 1918
Huvudartikel: Kaukasusoffensiven
Oktoberrevolutionen 1917 ledde till ett militärt vakuum i södra Ryssland, med undantag för några få tusen armeniska miliser med vapen som ryssarna lämnat efter sig, under befäl av Tovmas Nazarbekian och en ändå mindre milis av armeniska flyktingar från Västra Armenien under ledning av Andranik Ozanian. Efter att ha snabbt återtagit de ockuperade områdena i Turkiet fortsatte de i mars över den tidigare gränsen till Ryssland från 1914. 
Den tredje osmanska armén under Vehib Pascha satte sig i rörelse den 5 februari 1918.
Den 3 mars undertecknades Freden i Brest-Litovsk med Ryska federativa socialistiska sovjetrepubliken. Ryssland avstod Batum, Kars och Ardahan, som Ryssland erövrat i det Rysk-turkiska kriget (1877–1878). 
En följande fredskonferens i Trabzon mellan turkarna och en delegation från Transkaukasiska kommissariatet öppnade den 14 mars. Enver Pascha erbjöd att avstå från osmanernas ambitioner i Kaukasus mot erkännande av ett osmanskt återtagande av de östra provinserna i Anatolien. Den 5 april accepterade den transkaukasiska delegationens ordförande fredstraktatet i Brest-Litovsk som grund för fortsatta förhandlingar och skickade ett telegram till de styrande organen med begäran att de skulle godta detta ställningstagande. Sinnesstämningen i Tiflis var dock annorlunda. Armenierna pressade på för att motsätta sig detta och att godta att det rådde krigstillstånd mellan den Transkaukasiska demokratiska federativa republiken och det Osmanska riket. Stridigheterna återupptogs, varvid turkarna invaderade nya landområden i öster och nådde fram till den gräns som gällt till 1878, före det rysk-turkiska kriget.
Den 14 april erövrade den osmanska armén med 10 000-12 000 soldater hamnstaden Batum efter två dagars lätta strider med dess garnison på 3 000 man. Den 23 april 1918 började turkarna en belägring av den välbefästa borgstaden Kars, som försvarades av välbeväpnade armeniska trupper och icke-bolsjevikiska ryska trupper, sammanlagt 10 000 man.
Den Transkaukasiska Federationens (georgiske) utrikesminister Akakij Tjchenkeli hade tidigare, utan kontakt med de armeniska medlemmarna av regeringen, beordrat staden att ge upp omedelbart vid kontakt med turkarna. Denna order efterföljdes inte, men skapade förvirring hos försvararna. Efter förhandlingar lade försvararna ned vapnen den 25 april.
Den 11 maj började fredsförhandlingar i Batum, varvid turkarna utvidgade sina krav till att omfatta Tiflis, Alexandropol och Echmiadzin. Efter det att de georgiska och armeniska delegaterna motsatt sig detta, satte sig den osmanska armén i rörelse igen den 21 maj mot Jerevan. Detta ledde till i slutet av maj till slaget vid Sardarapat, slaget vid Karakilisa och slaget vid Bash Abaran, vid vilka armenierna vann och tillfälligt lyckades hejda offensiven. Den 26 maj utträdde Georgien efter tysk påverkan ut ur federationen. Självständighetsförklaringar av Armenien och Azerbajdzjan följde dagarna efter.
Den 4 juni tvingades Den första armeniska republiken underteckna Fördraget i Batum. Under Andranik Ozanians ledning fortsatte armenier motståndet mot den turkiska tredje armén i det bergiga Karabach över sommaren och grundade Armeniska bergsrepubliken. I augusti satte de upp en självständig regering i Sjusji.
I juni anlände tyska trupper för att konkurrera med turkarna om inflytande och olja i Kaukasus. En turkisk armé under Vehib Pasha återupptog i juni offensiven utmed huvudvägen till Tiflis, och mötte då en georgisk-tysk styrka, vilket ledde till diplomatiska förvecklingar och att Turkiet tvingades stoppa sin offensiv i Georgien. Turkarna inriktade sig fortsättningsvis i stället mot Azerbajdzjan och Persien.

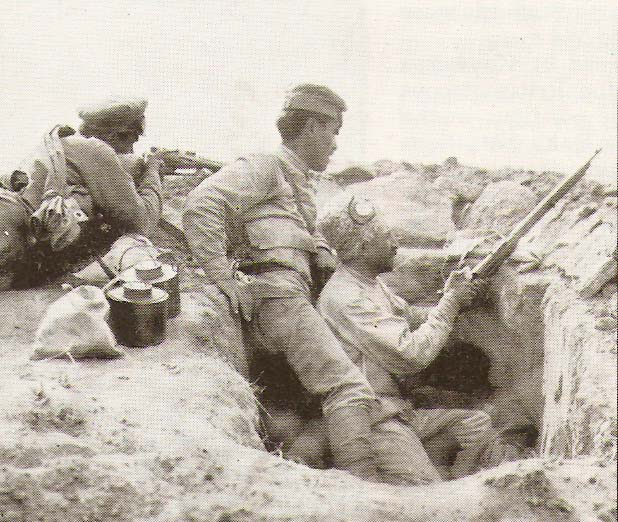
Armeniska försvarare under Slaget om Baku

Enver Pasha hade i mars byggt upp en ny militärstyrka på mellan 14 000 och 25 000 man, som benämndes Osmanska islamska armén, och som bestod av enbart muslimer och av vilka flertalet talade turkiska. I juli skickade han in denna styrka i  Centralkaspiska diktaturen, med mål att ockupera Baku. Staden intogs i september efter Slaget om Baku.
I oktober förföljde osmanska trupper general Andraniks armeniska styrkor upp i bergen i Karabach och Zangezur. Striderna var hårda, men ledde ingenstans. Den armeniska milisen under befäl av Andranik  decimerade en osmansk enhet som försökte ta sig vidare till floden Varanda. Striderna mellan dessa enheter fortsatte till dess Stilleståndet i Moudros ingicks den 30 oktober 1918. Stilleståndet tillät Andranik att skapa en grund för att dra sig österut och ordna en strategisk korridor som sträckte sig till Nachitjevan.

## Bildgalleri

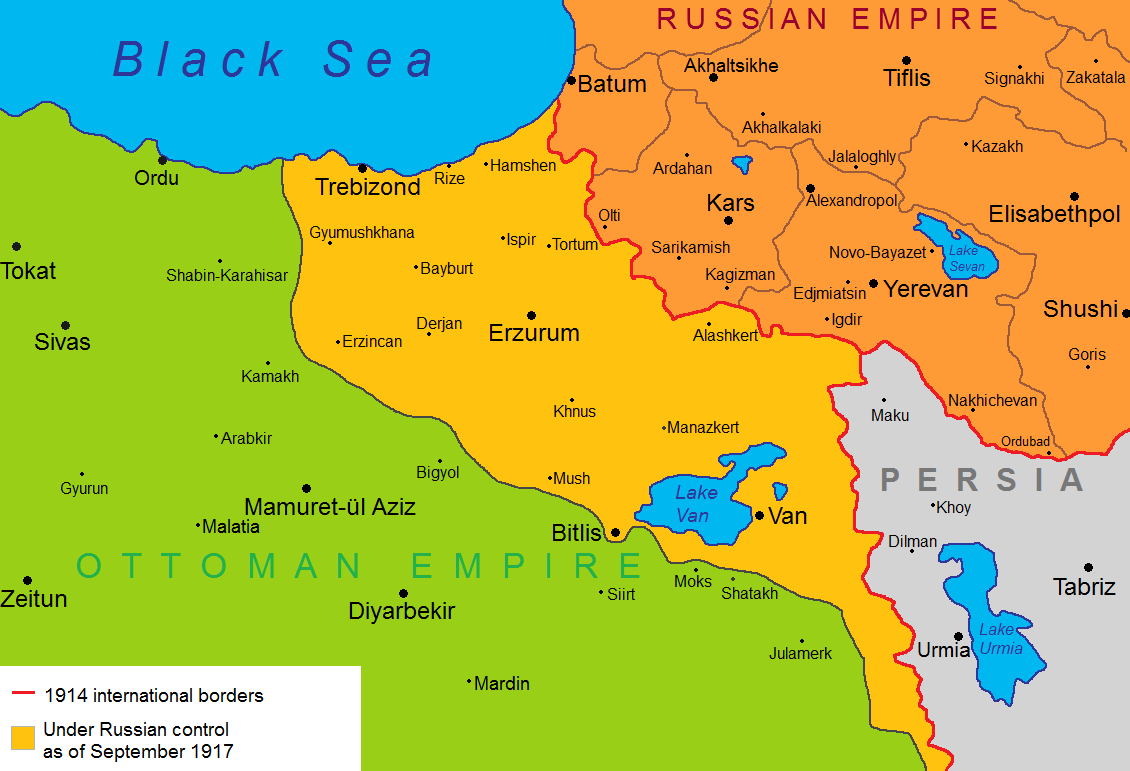
Ryskt territorieinnehav i september 2017
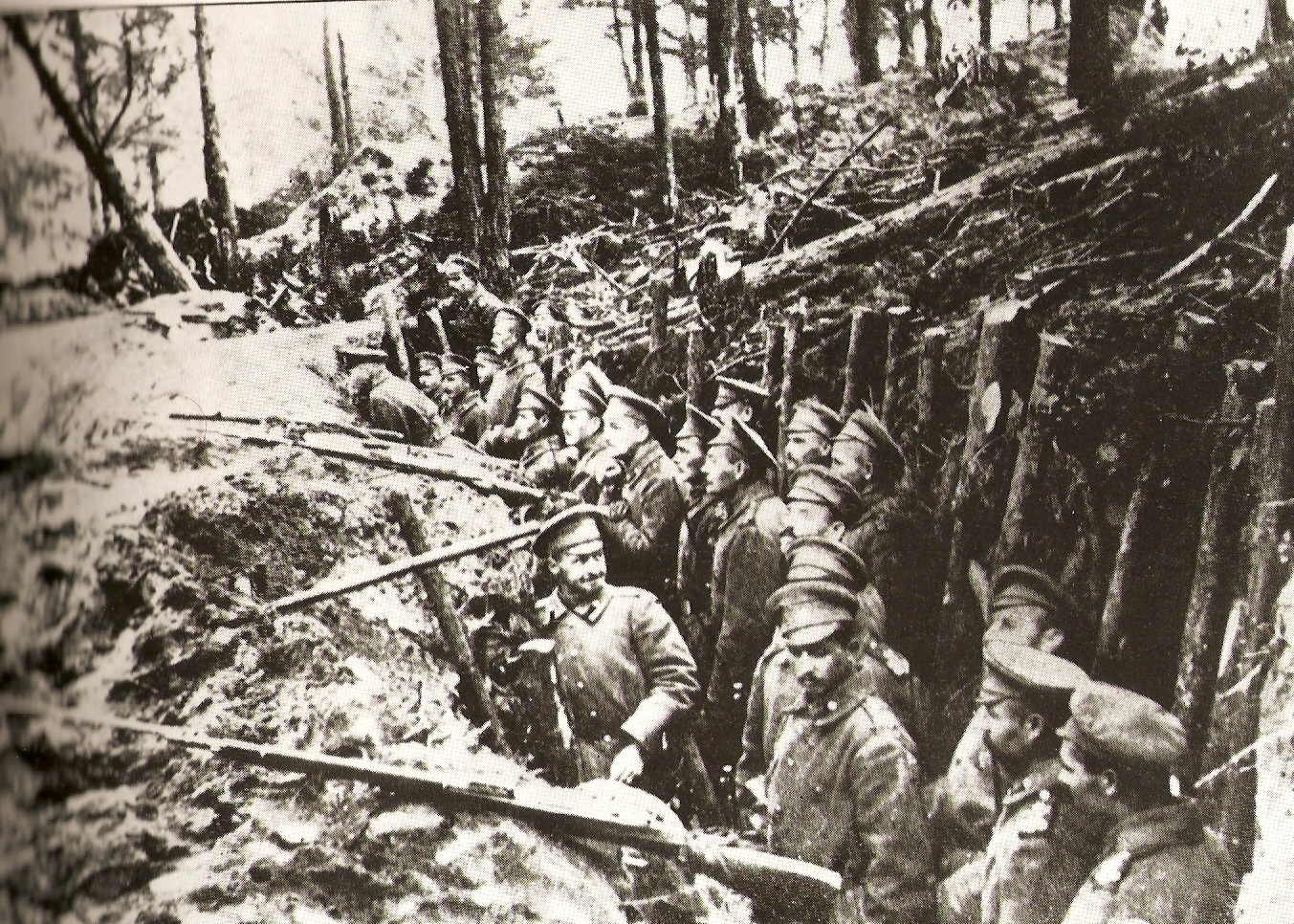
Ryska skyttegravar vid Slaget vid Sarikamish december 1914-januari 1915, nära Vansjön
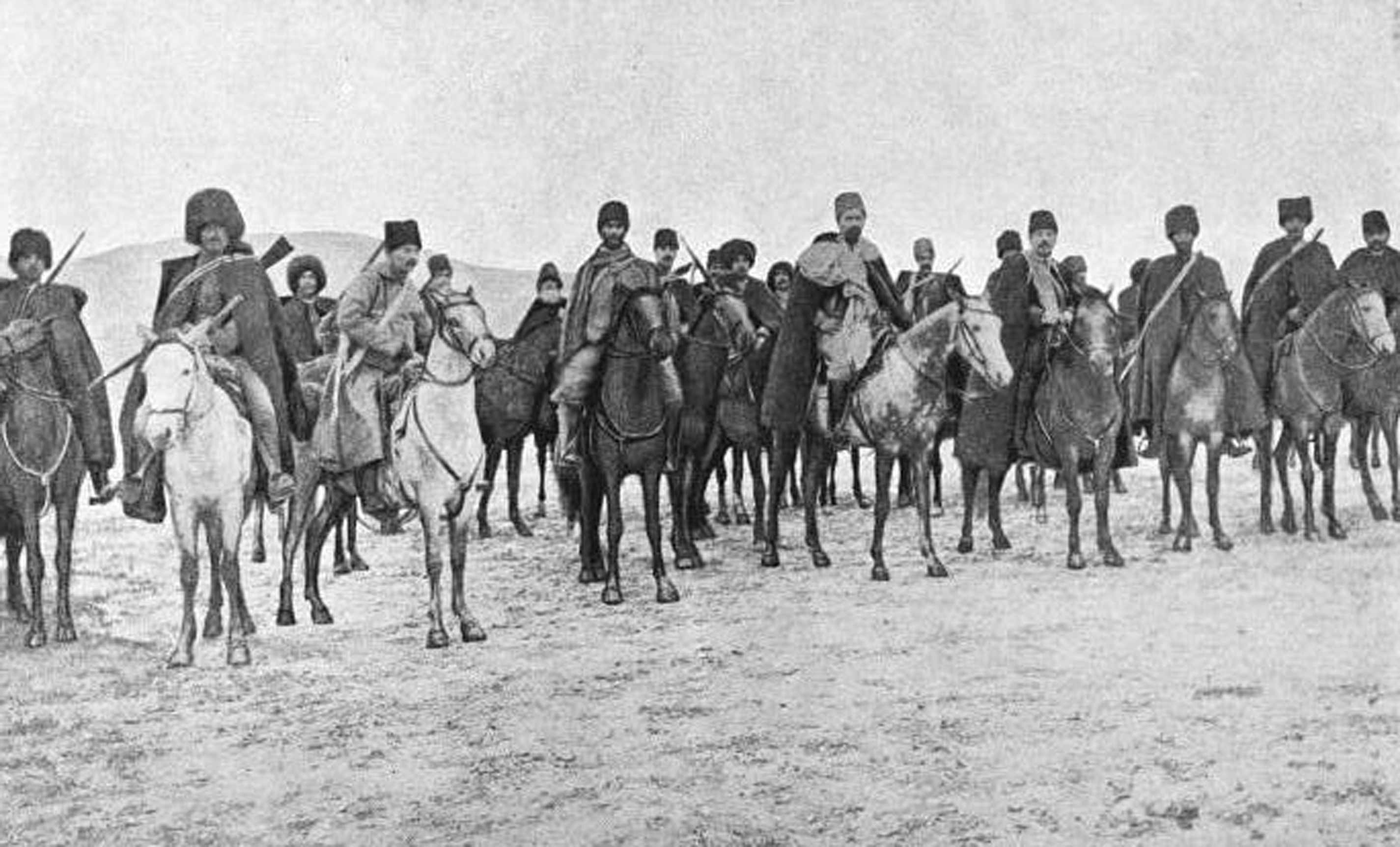
Den armeniska milisens stab 1914: Khetcho, Drastamat Kanaya (Dro) och Karekin Pastermadjian (Armen Garo)
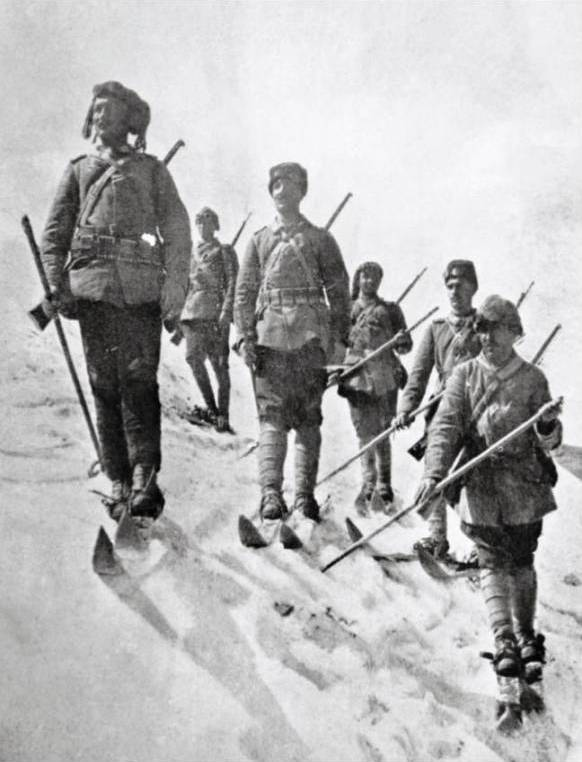
Osmanska tredje armén i vintermundering
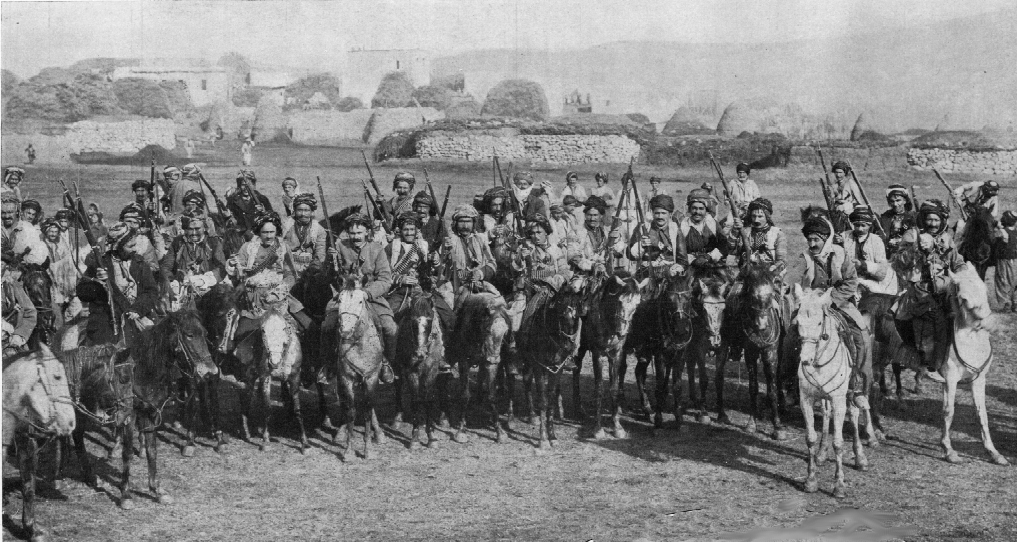
Kurdiskt kavalleri 1915